# Achmat Grosny
Der FK Achmat Grosny ist ein 1946 gegründeter russischer Fußballverein aus  Grosny, der Hauptstadt der Republik Tschetschenien. Von 1958 bis 2017 trug der Verein den Namen RFK Terek Grosny (russisch Республиканский Футбольный клуб «Терек» Грозный, Respublikanski futbolny klub „Terek“ Grosny, wiss. Transliteration Futbol’nyj klub Terek Groznyj, voller Name АНО "Республиканский футбольный клуб „Терек“ им. А. А. Кадырова, ANO Respublikanski futbolny klub „Terek“ Grosny im. A. A. Kadyrowa). Der Verein gewann 2004 den russischen Pokal und spielte 2004/2005 für ein Jahr sowohl im UEFA-Pokal als auch in der Premjer-Liga, der höchsten russischen Spielklasse. Nach zwei Jahren in der zweiten russischen Liga gelang Achmat 2007 als Zweitligavizemeister der Wiederaufstieg in die Premjer-Liga. Der Club trägt seinen Namen zu Ehren des 2004 bei einem Anschlag getöteten tschetschenischen Präsidenten Achmat Kadyrow.

## Geschichte

### Sowjetische Meisterschaft
Der Verein wurde 1946 als Dynamo (Динамо) gegründet und bereits 1948 in Neftjanik (Нефтяник, „Ölarbeiter“) umbenannt. 1958 folgte schließlich die Umbenennung nach dem Fluss Terek. Während der Zeit der UdSSR spielte Grosny stets unterklassig, trotzdem war das Stadion in Grosny mit 30.000 Plätzen meist ausverkauft.

### Russische Meisterschaft

#### Niedergang (1992–2000)
Nach der Auflösung der Sowjetunion Anfang der 1990er Jahre wurde Grosny in die zweite russische Liga aufgenommen. 1993 und 1994 folgten zwei Abstiege hintereinander. Aufgrund des beginnenden ersten Tschetschenienkrieges weigerten sich auswärtige Mannschaften in Grosny zu spielen. Die Mannschaft brach auseinander und der Verein spielte die nächsten sieben Jahre lediglich auf lokaler Ebene. Zeitweise wurde das Stadion von Terek als Stützpunkt und Werkstatt russischer Panzertruppen verwendet. 1997/98 wurde der Rebellenführer und Terrorist Schamil Bassajew, später unter anderem für die Geiselnahme im Musical Nord-Ost in Moskau verantwortlich, Präsident von Terek; er spielte sogar einige Male im Sturm der ersten Mannschaft. Durch den beginnenden zweiten Tschetschenienkrieg verschwand Terek 1998/99 vollkommen von der Bildfläche.

#### Neuanfang (seit 2001)
2001 wurde Terek wieder „ins Leben zurückgerufen“, geleitet bis zu dessen Tod vom tschetschenischen Präsidenten, dem Moskau-Treuen Achmat Kadyrow, und großzügig finanziert vom russischen Staat. Für das Jahr 2005 wurde von den russischen Medien ein Etat von 30 Millionen kolportiert (der vierthöchste in Russland); der tatsächliche Etat dürfte nur unwesentlich geringer sein. Terek begann in der dritthöchsten russischen Liga, es gelang aber in den vier Spielzeiten bis 2004 der zweifache Aufstieg bis in die Premjer-Liga. Am 29. Mai 2004 gelang der Mannschaft noch als Zweitligist der bis dato größte Erfolg in der Vereinsgeschichte; mit einem 1:0-Sieg gegen den Erstligisten Krylja Sowetow Samara im Endspiel im Moskauer Lokomotive-Stadion gewann Terek den russischen Pokal.
Damit war Terek in der UEFA-Pokal-Qualifikation der Austragung 2004/05 spielberechtigt, die die Mannschaft meisterte und erst in der Hauptrunde gegen den schweizerischen Vertreter FC Basel nach einem 1:1-Heimunentschieden und einer 0:2-Niederlage ausschied; zuvor konnte der polnische Erstligist Lech Posen in der zweiten Qualifikationsrunde nach zwei Siegen mit jeweils 1:0 aus dem Wettbewerb geworfen werden. Die Spielzeit 2005 in der Premjer-Liga lief für Terek weniger gut, der Verein beendete sie als 16. und Letzter und musste sofort wieder absteigen. In der Saison 2006 belegte Terek in der 1. Division (der zweiten russischen Liga) den 8. Platz, 2007 wurde die Vizemeisterschaft der 1. Division errungen, so dass Terek am Spielbetrieb der Premjer-Liga in der Saison 2008 teilnahm. Mit dem 10. Rang gelang der Klassenerhalt deutlich. Am 18. Januar 2011 wurde bekannt gegeben, dass Ruud Gullit als neuer Trainer verpflichtet werden konnte. Nur fünf Monate später wurde seine Entlassung gemeldet. Am 27. September 2011 gab der Verein die Verpflichtung von Stanislaw Tschertschessow als neuem Cheftrainer bekannt. Bis November 2011 war der tschetschenische Republikspräsident Ramsan Kadyrow Präsident des FK Terek Grosny. Sein Nachfolger ist der tschetschenische Vize-Republikspräsident Magomed Daudow. Im Mai 2013 verließ Stanislaw Tschertschessow den Verein. Am 7. November 2013 wurde Raschid Rachimow als neuer Cheftrainer unter Vertrag genommen. Am 20. Juni 2017 wurde der Verein in FK Achmat Grosny umbenannt.

## Erfolge
- Russischer Pokalsieger: 2004
- Meister der 1. Division (Russland): 2004
- Qualifikation für die Hauptrunde des UEFA-Pokals 2004/05
- Aufstieg in die Premjer Liga: 2005, 2008

## Ehemalige Spieler
| Russland - Roman Adamow - Ruslan Adschindschal - Denis Gluschakow - Beslan Gublija - Soslan Dschanajew - Konstantin Golowskoi - Fjodor Kudrjaschow - Alexander Prudnikow | GUS und ehemalige Sowjetunion - Tərlan Əhmədov - Şahin Diniyev - Gogita Gogua - Wladimir Baýramow - Andrij Dykan - Anton Ameltschenko - Arzjom Radskou | Europa - Bekim Balaj - Ilion Lika - Odise Roshi - Jonathan Legear - Damir Memišević - Walentin Ilijew - Blagoj Georgiew - Juhani Ojala - Marcin Komorowski - Maciej Makuszewski - Piotr Polczak - Maciej Rybus - Gheorghe Grozav - Adrian Ilie - Andrei Mărgăritescu - Daniel Pancu - Florentin Petre - Gabriel Torje - Ognjen Koroman - Marko Šćepović - Igor Lazič - Jalen Pokorn - Ladislav Almási - Norbert Gyömbér - Radoslav Zabavník - Martin Jiránek | Amerika - Juan Carlos Arce - Adílson - Aílton - Arthur - Ewerthon - Kanu - Pedro Ken - Maurício - Rodolfo - Ismael Silva - Felipe Vizeu - Facundo Píriz - Wilker Ángel - Andrés Ponce | Afrika - Jeremy Bokila - Idrissa Doumbia - Laryea Kingston - Guy Essame - Adolphe Teikeu - Ismaïl Aissati - Ablaye Mbengue - Ezechiel N’Douassel Asien - Milad Mohammadi Australien - Luke Wilkshire |

## Ehemalige Trainer
- Şahin Diniyev (2009)
- Ruud Gullit (2011)
- Stanislaw Tschertschessow (2011–2013)
- Raschid Rahimow (2013–2017)
- Igor Ledjachow (2018)
- Raschid Rahimow (2018–2019)
- Igor Schalimow (2019–2020)